# Lijst van rijksmonumenten in Schiermonnikoog

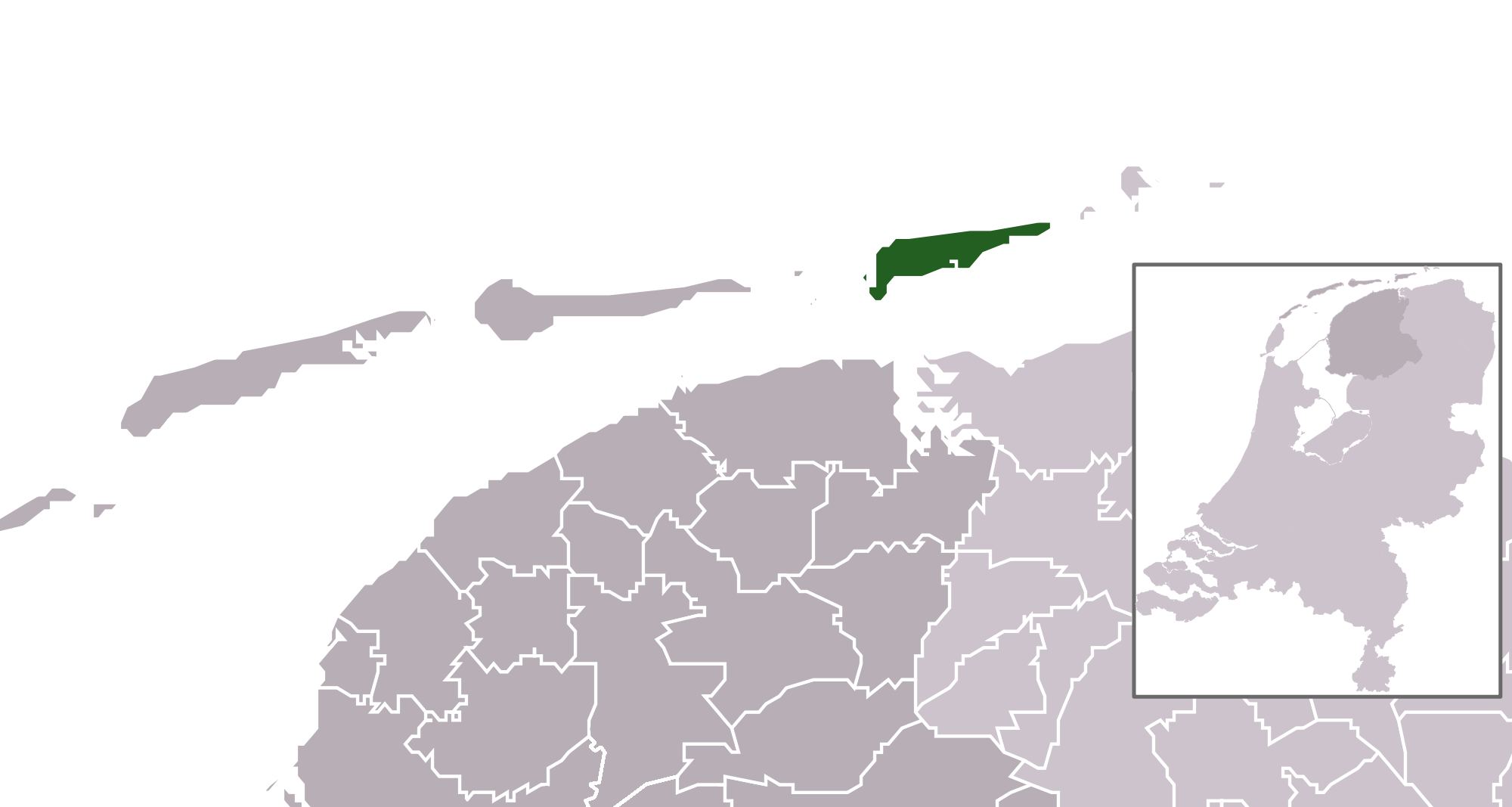
Schiermonnikoog

De plaats en gemeente Schiermonnikoog telt 30 inschrijvingen in het rijksmonumentenregister. Hieronder een overzicht. Voor een overzicht van alle beschikbare afbeeldingen zie de categorie Rijksmonumenten in Schiermonnikoog op Wikimedia Commons.
| Object | Oorspronkelijke functie? | Bouwjaar                                                                                          | Architect                                       | Locatie                   | Coördinaten?                 | Nr.?   | Afbeelding |
| --- | ------------------------ | ------------------------------------------------------------------------------------------------- | ----------------------------------------------- | ------------------------- | ---------------------------- | ------ | --- |
| Pand zonder verdieping onder met pannen gedekt afgewolfd zadeldak | Woonhuis                 | 18e eeuw                                                                                          |                                                 | Langestreek om 'e Noord 3 | 53° 28' 49" NB, 6° 9' 49" OL | 33302  | Pand zonder verdieping onder met pannen gedekt afgewolfd zadeldak                                                          |
| Pand onder zadeldak tussen twee puntgevels | Woonhuis                 | 1759                                                                                              |                                                 | Langestreek 30            | 53° 28' 49" NB, 6° 9' 52" OL | 33303  | Meer afbeeldingen |
| Pandje onder aan de voorzijde afgewolfd zadeldak | Woonhuis                 | 1758                                                                                              |                                                 | Langestreek 38            | 53° 28' 49" NB, 6° 9' 50" OL | 33304  | Meer afbeeldingen |
| Pandje met zesruitsvensters en houten goot aan voorgevel onder aan de voorzijde afgewolfd zadeldak                                                                     | Woonhuis                 | 1794                                                                                              |                                                 | Langestreek 40            | 53° 28' 49" NB, 6° 9' 49" OL | 33305  | Meer afbeeldingen |
| Pand met zesruitsvensters en hijshaak onder zadeldak tegen topgevel | Woonhuis                 | 1759                                                                                              |                                                 | Langestreek 52            | 53° 28' 48" NB, 6° 9' 46" OL | 33306  | Meer afbeeldingen |
| Pand onder zadeldak tegen topgevel | Woonhuis                 | 1759                                                                                              |                                                 | Langestreek 54            | 53° 28' 48" NB, 6° 9' 45" OL | 33307  | Meer afbeeldingen |
| Pand met zesruitsvensters en houten goot op blokken onder aan de voorzijde afgewolfd zadeldak                                                                          | Woonhuis                 |                                                                                                   |                                                 | Langestreek 58            | 53° 28' 48" NB, 6° 9' 44" OL | 33308  | Meer afbeeldingen |
| Pand met zesruitsvensters en houten goot op blokken onder aan de voorzijde afgewolfd zadeldak                                                                          | Woonhuis                 | 1789                                                                                              |                                                 | Langestreek 60            | 53° 28' 48" NB, 6° 9' 44" OL | 33309  | Meer afbeeldingen |
| Pand onder zadeldak tegen gepleisterde topgevel | Woonhuis                 |                                                                                                   |                                                 | Langestreek 72            | 53° 28' 47" NB, 6° 9' 40" OL | 33311  | Meer afbeeldingen |
| Pand met gecementeerde gevel, zesruitsvensters en houten goot op blokken onder aan de voorzijde afgewolfd zadeldak                                                     | Woonhuis                 |                                                                                                   |                                                 | Langestreek 104           | 53° 28' 45" NB, 6° 9' 31" OL | 33312  | Pand met gecementeerde gevel, zesruitsvensters en houten goot op blokken onder aan de voorzijde afgewolfd zadeldak         |
| Pand met zesruitsvensters onder zadeldak tegen gewitte puntgevel met topvenster terzijde van het rookkanaal                                                            | Woonhuis                 |                                                                                                   |                                                 | Langestreek 106           | 53° 28' 45" NB, 6° 9' 31" OL | 33313  | Pand met zesruitsvensters onder zadeldak tegen gewitte puntgevel met topvenster terzijde van het rookkanaal                |
| Pandje met zesruitsvensters en houten goot op blokken onder aan de voorzijde afgewolfd zadeldak                                                                        | Woonhuis                 |                                                                                                   |                                                 | Langestreek 130           | 53° 28' 44" NB, 6° 9' 24" OL | 33314  | Meer afbeeldingen |
| Pandje met zesruitsvensters, houten goot op blokken en gecementeerde achtergevel onder aan de voorzijde afgewolfd zadeldak                                             | Woonhuis                 |                                                                                                   |                                                 | Langestreek 132           | 53° 28' 44" NB, 6° 9' 24" OL | 33315  | Pandje met zesruitsvensters, houten goot op blokken en gecementeerde achtergevel onder aan de voorzijde afgewolfd zadeldak |
| Pandje onder zadeldak met topvensters waarboven hijsbalk terzijde van het rookkanaal en aan de andere zijde een kleine ronde lichtopening                              | Woonhuis                 | 1774                                                                                              |                                                 | Middenstreek 24           | 53° 28' 42" NB, 6° 9' 31" OL | 33318  | Meer afbeeldingen |
| Pand onder zadeldak tussen topgevels met vernieuwde achtergevel | Woonhuis                 | 1721                                                                                              |                                                 | Middenstreek 27           | 53° 28' 41" NB, 6° 9' 28" OL | 33319  | Pand onder zadeldak tussen topgevels met vernieuwde achtergevel                                                            |
| Pand met zesruitsvensters en houten goot op blokjes onder aan de voorzijde afgewolfd zadeldak                                                                          | Woonhuis                 |                                                                                                   |                                                 | Middenstreek 31           | 53° 28' 41" NB, 6° 9' 26" OL | 33320  | Pand met zesruitsvensters en houten goot op blokjes onder aan de voorzijde afgewolfd zadeldak                              |
| Pand met zesruitsvensters en houten goot op blokjes onder aan de voorzijde afgewolfd zadeldak                                                                          | Woonhuis                 |                                                                                                   |                                                 | Middenstreek 35           | 53° 28' 41" NB, 6° 9' 25" OL | 33321  | Pand met zesruitsvensters en houten goot op blokjes onder aan de voorzijde afgewolfd zadeldak                              |
| Pand met zesruitsvensters en houten goot op blokjes onder aan de voorzijde afgewolfd zadeldak                                                                          | Woonhuis                 |                                                                                                   |                                                 | Middenstreek 49           | 53° 28' 41" NB, 6° 9' 20" OL | 33322  | Pand met zesruitsvensters en houten goot op blokjes onder aan de voorzijde afgewolfd zadeldak                              |
| Pand onder zadeldak tegen topgevel | Woonhuis                 |                                                                                                   |                                                 | Middenstreek 51           | 53° 28' 41" NB, 6° 9' 20" OL | 33323  | Pand onder zadeldak tegen topgevel                                                                                         |
| Pandje onder zadeldak tegen topgevel met topschoorsteen, top afgedekt met pannen. Rookkanaal geflankeerd door twee kleine ovale beglaasde openingen. Zesruitsvensters. | Woonhuis                 | 1724                                                                                              |                                                 | Middenstreek 60           | 53° 28' 41" NB, 6° 9' 21" OL | 33324  | Meer afbeeldingen |
| Marten. Pandje met zesruitsvensters onder zadeldak tegen topgevel met beitelingen en topvenster terzijde van het rookkanaal                                            | Woonhuis                 | 1724                                                                                              |                                                 | Middenstreek 66           | 53° 28' 41" NB, 6° 9' 19" OL | 33325  | Meer afbeeldingen |
| Pandje met zesruitsvensters onder zadeldak tegen topgevel met beitelingen en topvenster terzijde van het rookkanaal                                                    | Woonhuis                 |                                                                                                   |                                                 | Middenstreek 68           | 53° 28' 41" NB, 6° 9' 18" OL | 33326  | Pandje met zesruitsvensters onder zadeldak tegen topgevel met beitelingen en topvenster terzijde van het rookkanaal        |
| Pand met houten goot op blokjes onder aan de voorzijde afgewolfd zadeldak                                                                                              | Woonhuis                 |                                                                                                   |                                                 | Middenstreek 33           | 53° 28' 41" NB, 6° 9' 26" OL | 33327  | Meer afbeeldingen |
| Noordertoren | Kust- en oevermarkering  | 1853-'54                                                                                          | H.G. Jansen m.m.v. D. van Gessel en N.J. Leijer | Vuurtorenpad 28           | 53° 29' 13" NB, 6° 8' 48" OL | 33328  | Meer afbeeldingen |
| Zuidertoren (1950-1992: watertoren) | Kust- en oevermarkering  | 1853 1949-'50 (verb. tot watertoren)                                                              | H.G. Jansen m.m.v. D. van Gessel en N.J. Leijer | Torenstreek 22            | 53° 28' 53" NB, 6° 9' 31" OL | 398179 | Meer afbeeldingen |
| Anagber | Sport en recreatie       | oorspr. 1917 verm. 1920 (verplaatst naar huidige locatie) 1978 (rest.) 1993 (schuur)              |                                                 | Badweg 115                | 53° 29' 21" NB, 6° 9' 1" OL  | 512347 | Meer afbeeldingen |
| Opduin | Sport en recreatie       | oorspr. 1913 1917 (verplaatst naar andere locatie) 1922 (verplaatst naar huidige locatie, uitbr.) |                                                 | Badweg 30                 | 53° 29' 24" NB, 6° 9' 6" OL  | 512348 | Meer afbeeldingen |
| De Horst | Sport en recreatie       | 1937                                                                                              | Tj. Venstra                                     | Vuurtorenpad 24           | 53° 29' 15" NB, 6° 8' 57" OL | 512349 | Meer afbeeldingen |
| Sint-Egbertuskapel | Kerk en kerkonderdeel    | 1914-'15                                                                                          | A.Th. van Elmpt                                 | Badweg 69                 | 53° 29' 11" NB, 6° 9' 19" OL | 512350 | Meer afbeeldingen |
| Enno | Sport en recreatie       | 1917                                                                                              | waarsch. Timmer 1918 (verb.) ca. 1927 (verb.)   | Badweg 43                 | 53° 28' 59" NB, 6° 9' 31" OL | 512351 | Meer afbeeldingen |

Achtkarspelen ·
Ameland ·
Dantumadeel ·
De Friese Meren ·
Harlingen ·
Heerenveen ·
Leeuwarden ·
Noardeast-Fryslân ·
Ooststellingwerf ·
Opsterland ·
Schiermonnikoog ·
Smallingerland ·
Súdwest-Fryslân ·
Terschelling ·
Tietjerksteradeel ·
Vlieland ·
Waadhoeke ·
Weststellingwerf